# Santa Susana (Alcácer do Sal)
Santa Susana é uma povoação portuguesa do Município de Alcácer do Sal que foi sede da Freguesia de Santa Susana, freguesia que tinha 166,22 km² de área e 353 habitantes (2011), dos quais 173 são mulheres e 180 são homens (fonte: INE), tendo, por isso, uma densidade populacional de 2,1 hab/km².
A Freguesia de Santa Susana foi extinta (agregada), em 2013, no âmbito de uma reforma administrativa nacional, tendo sido agregada às freguesias de Santa Maria do Castelo e Santiago, para formar uma nova freguesia denominada União das Freguesias de Alcácer do Sal (Santa Maria do Castelo e Santiago) e Santa Susana com sede em Santiago.
Integravam esta antiga freguesia as localidades de Santa Susana, Barrancão, Foros Corte Pereiro, Pego do Altar e Vale de Figueiras. A aldeia de Santa Susana possui dez ruas.

## Arquitectura
Com arquitectura tipicamente alentejana, a aldeia de Santa Susana destaca-se pela presença de casinhas de rés-do-chão, todas caiadas de branco com barra azul e grandes chaminés.
Na sua envolvência tem ainda a barragem do Pego do Altar, obra hidro-agrícola, mandada edificar no Estado Novo que, além de regar os arrozais do concelho de Alcácer do Sal, constitui um espaço de lazer e descanso.

## Actividades económicas
Santa Susana possui apenas três estabelecimentos comerciais: uma oficina de automóveis, um restaurante e uma melaria tradicional. Na área de hotelaria existe uma residencial e oportunidades de investimento em alojamento local. Existe também uma empresa de serviços de marketing e informática que explora uma loja online de informática e uma loja online de produtos naturais que vendem para todo o país. As actividades económicas principais são a agricultura, a apicultura, a hotelaria e os serviços. A área de serviços tem o potencial de vir a desenvolver esta localidade através da criação de escritórios virtuais, teletrabalho e co-working. Potencial de especial ênfase para a criação de startups que prestem serviços remotos. No artesanato local predominam as miniaturas de cortiça e madeira, bem como as rendas e bordados.

## Gastronomia
Quem visita Santa Susana não pode perder o mel da região, a açorda de alho, o ensopado de borrego, o achigã frito, as migas com carne de porco e o arroz de cabidela.

## Colectividades
A colectividades representativas de Santa Susana:
- Associação de Caçadores de Santa Susana
- Associação Desportiva e Cultural do Barrancão - Os Serrenhos (Barrancão)[3]

## Património
O património local contempla:

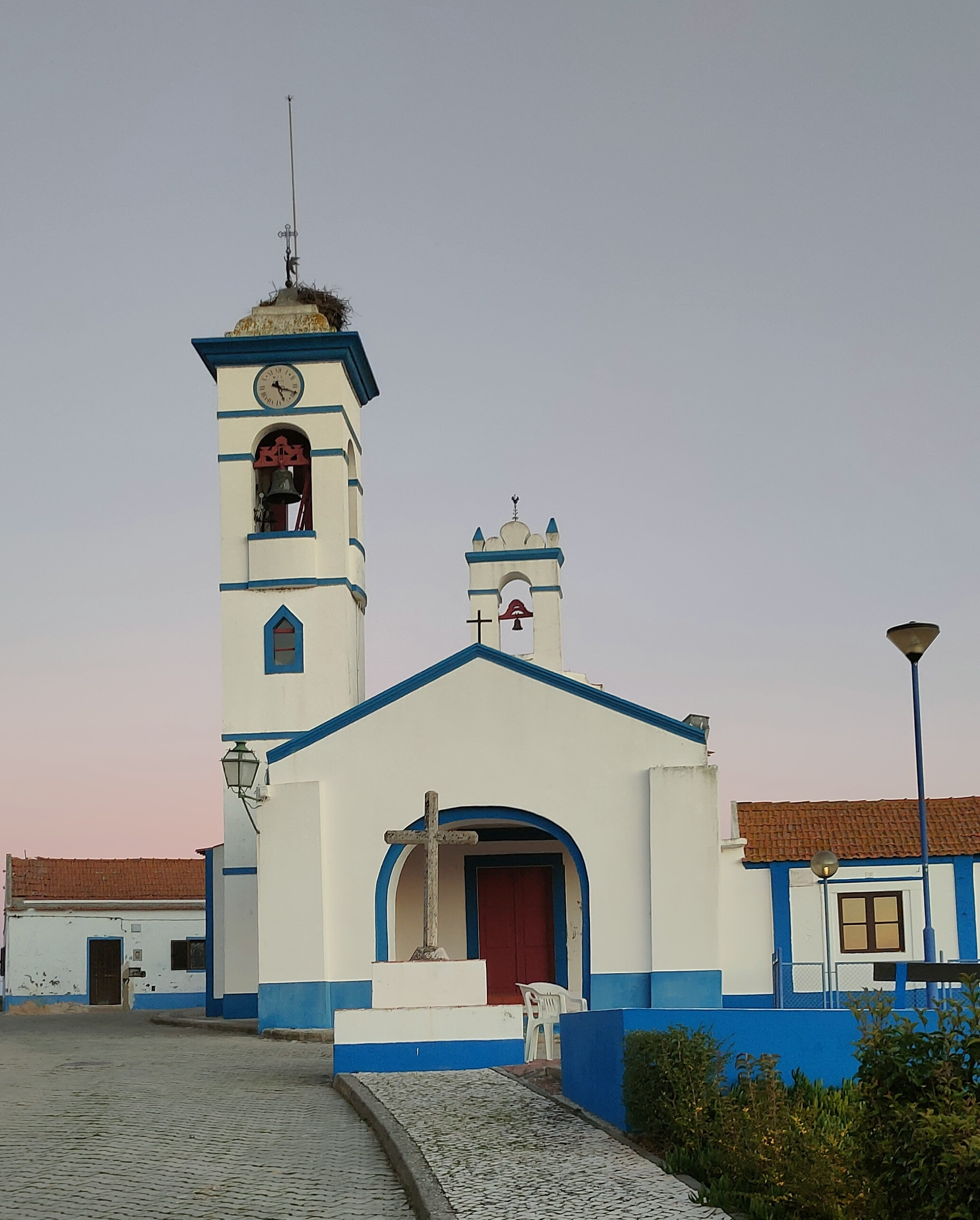
Igreja Matriz de Santa Susana.

- Igreja matriz de Santa Susana, de estilo barroco e com mais de quinhentos anos
- Ponte barroca submersa do século XVIII
- Cruzeiro com uma cruz de granito
- Teatro comunitário onde se organizam aulas de ioga semanais e ocasionais concertos musicais.
- Barragem do Pego do Altar

Recomenda-se, além disso, uma visita ao parque das merendas e à zona da barragem e albufeira Pego do Altar, áreas com grande beleza e condições únicas para a prática de desportos náuticos.
Para a Região de Turismo de Évora é a aldeia mais bonita do Alentejo.

## População
| População da freguesia de Santa Susana | População da freguesia de Santa Susana | População da freguesia de Santa Susana | População da freguesia de Santa Susana | População da freguesia de Santa Susana | População da freguesia de Santa Susana | População da freguesia de Santa Susana | População da freguesia de Santa Susana | População da freguesia de Santa Susana | População da freguesia de Santa Susana | População da freguesia de Santa Susana | População da freguesia de Santa Susana | População da freguesia de Santa Susana | População da freguesia de Santa Susana | População da freguesia de Santa Susana |
| -------------------------------------- | -------------------------------------- | -------------------------------------- | -------------------------------------- | -------------------------------------- | -------------------------------------- | -------------------------------------- | -------------------------------------- | -------------------------------------- | -------------------------------------- | -------------------------------------- | -------------------------------------- | -------------------------------------- | -------------------------------------- | -------------------------------------- |
| 1864                                   | 1878                                   | 1890                                   | 1900                                   | 1911                                   | 1920                                   | 1930                                   | 1940                                   | 1950                                   | 1960                                   | 1970                                   | 1981                                   | 1991                                   | 2001                                   | 2011                                   |
| 401                                    | 384                                    | 431                                    | 522                                    |                                        |                                        |                                        | 2 329                                  | 1 427                                  | 1 346                                  | 1 148                                  | 785                                    | 633                                    | 501                                    | 353                                    |

Nos censos de 1911 a 1930 estava anexada à de Santiago. Pelo decreto-lei nº 27 424, de 31/12/1936, foram desanexadas, passando a constituir freguesias distintas
| Distribuição da População por Grupos Etários | Distribuição da População por Grupos Etários | Distribuição da População por Grupos Etários | Distribuição da População por Grupos Etários | Distribuição da População por Grupos Etários | Distribuição da População por Grupos Etários | Distribuição da População por Grupos Etários | Distribuição da População por Grupos Etários | Distribuição da População por Grupos Etários | Distribuição da População por Grupos Etários |
| -------------------------------------------- | -------------------------------------------- | -------------------------------------------- | -------------------------------------------- | -------------------------------------------- | -------------------------------------------- | -------------------------------------------- | -------------------------------------------- | -------------------------------------------- | -------------------------------------------- |
| Ano                                          | 0-14 Anos                                    | 15-24 Anos                                   | 25-64 Anos                                   | > 65 Anos                                    |                                              | 0-14 Anos                                    | 15-24 Anos                                   | 25-64 Anos                                   | > 65 Anos                                    |
| 2001                                         | 41                                           | 48                                           | 245                                          | 167                                          |                                              | 8,2%                                         | 9,6%                                         | 48,9%                                        | 33,3%                                        |
| 2011                                         | 20                                           | 20                                           | 165                                          | 148                                          |                                              | 5,7%                                         | 5,7%                                         | 46,7%                                        | 41,9%                                        |

Média do País no censo de 2001:  0/14 Anos-16,0%; 15/24 Anos-14,3%; 25/64 Anos-53,4%; 65 e mais Anos-16,4%
Média do País no censo de 2011:   0/14 Anos-14,9%; 15/24 Anos-10,9%; 25/64 Anos-55,2%; 65 e mais Anos-19,0%

## Equipamentos
- Junta de Freguesia
- Centro de retiro budista tibetano Thubten Phuntsog Gephel Ling